# Palau hívójelkörzetei
Palau jelenleg (2024) nincs felosztva hívójelkörzetekre.
Palau számára az ITU a T8 hívójelprefixet határozta meg.
| Prefix | Körzet | Hely/jelleg | ITU zóna | CQ zóna | QTH lokátor |
| ------ | ------ | ----------- | -------- | ------- | ----------- |
| T8     | [0..9] | Palau       | 64       | 27      | PJ77        |
| T8     | 8      | Belau       | 64       | 27      | PJ77CA      |

## Lajstromjel
Vízi és légi járművek lajstromjelezéséhez a T8A prefixet használják.